# Kosmologische Konstante
Die kosmologische Konstante ({\displaystyle \Lambda }) ist eine physikalische Konstante in den Gleichungen der allgemeinen Relativitätstheorie, welche die Gravitationskraft als geometrische Krümmung der Raumzeit beschreibt. Sie hat die Bedeutung einer (positiven oder negativen) Energiedichte des Vakuums. Sie wurde von Albert Einstein zunächst eingeführt, dann aber verworfen. Heute vermutet man, dass sie existiert. 

## Definition
Während in der Physik lange Zeit die Meinung vorherrschte, dass der Wert der kosmologischen Konstante null sei, kommen jüngste Beobachtungen zu einem sehr kleinen positiven Wert. 
Die kosmologische Konstante {\displaystyle \Lambda } wird heute nicht mehr als Parameter der allgemeinen Relativitätstheorie (wie von Einstein eingeführt) interpretiert, sondern als die zeitlich konstante Energiedichte {\displaystyle \rho _{\mathrm {vac} }} des Vakuums (nach der Äquivalenz von Masse und Energie hier als Massendichte ausgedrückt):
{\displaystyle \Lambda ={\frac {8\pi G}{c^{2}}}\rho _{\mathrm {vac} }\quad } mit {\displaystyle \ {\frac {8\pi G}{c^{2}}}\approx {1{,}9\cdot 10^{-26}}~\mathrm {m/kg} } ,
wobei {\displaystyle \pi \,} die Kreiszahl Pi, {\displaystyle G\,} die Gravitationskonstante und {\displaystyle c\,} die Lichtgeschwindigkeit ist. Da die Massendichte die Dimension Masse/Volumen hat, hat {\displaystyle \Lambda } die Dimension 1/Länge2 und die SI-Einheit m−2. Ihr Wert kann a priori positiv, negativ oder null sein.
In der modernen Kosmologie wird üblicherweise anstelle von {\displaystyle \Lambda } der dimensionslose Dichteparameter {\displaystyle \Omega _{\Lambda }} verwendet:
{\displaystyle \Omega _{\Lambda }={\frac {\Lambda c^{2}}{3H_{0}^{2}}}={\frac {8\pi G}{3H_{0}^{2}}}\rho _{\mathrm {vac} }={\frac {\rho _{\mathrm {vac} }}{\rho _{\mathrm {c} }}}}
mit der kritischen Massendichte
{\displaystyle \rho _{\mathrm {c} }\equiv {\frac {3H_{0}^{2}}{8\pi G}}\approx 8{,}5\cdot 10^{-27}~\mathrm {kg/m^{3}} }.
Dabei ist
{\displaystyle H_{0}\approx 67~{\frac {\mathrm {km} }{\mathrm {s} \cdot \mathrm {Mpc} }}}
die Hubble-Konstante.
Die Annahme, dass die Vakuumenergiedichte auch bei Expansion des Universums konstant bleibt, führt zu der Zustandsgleichung
{\displaystyle \rho _{\mathrm {vac} }=-{\frac {p}{c^{2}}}},
das heißt, eine positive Vakuumenergiedichte führt zu negativem Druck {\displaystyle p}, der die beschleunigte Expansion des Universums treibt. Diesen Effekt hat jede Energieform mit {\displaystyle p<-{\tfrac {1}{3}}\rho c^{2}} (bei Lichtquantengasen ist allerdings {\displaystyle p=+{\tfrac {1}{3}}\rho c^{2}\,}), jedoch ist im allgemeinen Fall die Energiedichte nicht mehr zeitlich konstant. Die Verallgemeinerung der kosmologischen Konstante auf zeitlich variable Energiedichten dieser Art wird als Dunkle Energie bezeichnet.
Aus einer Reihe verschiedener Beobachtungen wird der Wert der kosmologischen Konstante heute zu {\displaystyle \Omega _{\Lambda }\approx 0{,}7} abgeschätzt, das heißt etwa 70 % der Energiedichte im Universum liegt in Form der kosmologischen Konstante oder Dunkler Energie vor.

## Geschichte
Die einsteinschen Feldgleichungen der allgemeinen Relativitätstheorie lassen sich mit oder ohne kosmologische Konstante formulieren. Allerdings kann ein materieerfülltes Universum, dessen Entwicklung durch Gleichungen ohne die Konstante beschrieben wird, nicht statisch sein, sondern muss notwendigerweise expandieren oder kollabieren. Als Einstein seine Gleichungen aufstellte, galt das Universum jedoch als statisch. Damit die Gleichungen mit Materie ein statisches Universum beschreiben (und nicht ein aufgrund der gravitativen Anziehung kollabierendes), führte Einstein die Konstante 1917 in einer Ad-hoc-Hypothese ein. Sie wirkt (falls sie positiv ist) wie eine der gravitativen Anziehung entgegengesetzte Expansionskraft.
Allerdings ist diese statische Lösung instabil, und kleinste Abweichungen von der idealen Materieverteilung lassen das Universum doch wieder je nach Vorzeichen der Störung kollabieren oder expandieren. Als dann Edwin Hubble die Expansion des Universums anhand der Galaxienflucht entdeckte und außerdem Alexander Friedmann (1922, 1924) und Georges Lemaître (1927) kosmologische expandierende Lösungen der Feldgleichungen entdeckten, verwarf Einstein die Idee der kosmologischen Konstante; nach George Gamow hat er diese angeblich als die „größte Eselei meines Lebens“ bezeichnet. Die Aufgabe der kosmologischen Konstanten geschah allerdings nicht sofort, sondern setzte sich erst Anfang der 1930er Jahre durch.

## Moderne Zusammenhänge
Nachdem die kosmologische Konstante durch die Entdeckung der Expansion des Weltalls an Bedeutung verloren hatte, war sie eher von akademischem Interesse. Sie gewann wieder an Bedeutung durch Versuche, eine vereinheitlichte Theorie aller Naturkräfte aufzustellen. Diese werden durch Quantenfeldtheorien beschrieben, und die Vakuumfluktuationen der Felder dieser Quantenfeldtheorien würden einen um viele Größenordnungen zu hohen Beitrag zur kosmologischen Konstante liefern. Das wird als Problem der kosmologischen Konstante bezeichnet. Das Problem ist bis heute ungelöst. Beispielsweise haben heute vielfach favorisierte Theorien mit Supersymmetrie den Vorteil, dass sich zwar die Beiträge der Fermionen und Bosonen in den Vakuumfluktuationen zur kosmologischen Konstante bei exakter Supersymmetrie aufheben, die Symmetrie ist aber in der Natur gebrochen.
Ein weiterer Ansatzpunkt zum Verständnis der kosmologischen Konstante liegt in der Theorie vom inflationären Universum. Diese kann gut durch eine positive kosmologische Konstante erklärt werden.
Ab 1998 hat die kosmologische Konstante eine Renaissance erlebt: Anhand der Helligkeit bzw. Rotverschiebung von fernen Supernovae vom Typ Ia kann man feststellen, dass sich das Universum beschleunigt ausdehnt. Diese beschleunigte Expansion lässt sich mit einer kosmologischen Konstante beschreiben und ist Bestandteil des erfolgreichen Lambda-CDM-Modells, des Standardmodells der Kosmologie.